# Arui va anarchy
Az Arui va anarchy (或いはアナーキー; „avagy anarchia”; Hepburn: Arui wa anākī) a Buck-Tick japán rockegyüttes tizenkilencedik nagylemeze, mely 2014-ben jelent meg. Negyedik volt az Oricon slágerlistáján és a Billboard Japan albumlistáján is, 18 376 eladott példánnyal. Az album koncepciója a szürrealizmus köré épült, dadaista, avantgárd elemekkel, utalással többek között a Cabaret Voltaire-re is. Imai Hiszasi szerint az album címe valójában csupán alcím, a főcím egy hosszú, üres hely, aminek jelentése „olyasvalami, amit nem lehet látni, hallani vagy leírni. Lehetetlen kiejteni. Valami, ami nem metafizikai. [mégis] Metafizikai.”

## Dallista
Az összes dalszöveg szerzője Szakurai Acusi, kivéve, ahol külön jelölve van; az összes szám szerzője Imai Hiszasi, kivéve, ahol külön jelölve van.
| 1.    | Dada Disco -G J T H B K H T D-                         | Imai Hiszasi | Imai            | 4:36 |
| 2.    | Ucsú Circus (宇宙サーカス)                             |              | Hosino Hidehiko | 3:39 |
| 3.    | masQue                                                 |              |                 | 4:09 |
| 4.    | Devil'N Angel                                          | Imai Hiszasi |                 | 3:49 |
| 5.    | Baudelaire de nemurenai (ボードレールで眠れない)       | Imai Hiszasi |                 | 4:43 |
| 6.    | Melancholia (メランコリア)                             |              |                 | 4:56 |
| 7.    | Phantom Voltaire                                       |              |                 | 4:19 |
| 8.    | Survival Dance                                         |              | Hosino Hidehiko | 3:33 |
| 9.    | Satan (サタン)                                         |              | Hosino Hidehiko | 4:25 |
| 10.   | Not Found                                              | Imai Hiszasi |                 | 4:34 |
| 11.   | Szekai va jami de micsite iru (世界は闇で満ちている)   | Imai Hiszasi |                 | 5:11 |
| 12.   | Once Upon a Time                                       | Imai Hiszasi |                 | 4:50 |
| 13.   | Mudai (無題)                                           |              |                 | 5:35 |
| 14.   | Keidzsidzsó rjúszei -Metaform- (形而上 流星-metaform-) |              |                 | 5:58 |
| 64:17 |                                                        |              |                 |      |